# L'amante dell'Orsa Maggiore
L'amante dell'Orsa Maggiore è un romanzo scritto da Sergiusz Piasecki negli anni di prigionia a partire dal 1934.
È un romanzo che ha elementi di autobiografia e di "documentario".
È la storia di un contrabbandiere polacco scritta dallo stesso contrabbandiere mentre si trovava in prigione. La storia avventurosa e poetica ma realistica ebbe un notevole successo tanto da riuscire quasi a contribuire alla sua scarcerazione quando nel 1939 scoppiò la guerra contro la Germania.
Fu pubblicato in Italia dall'Arnoldo Mondadori Editore nel 1942. Nel 1948 appare nel numero 134 della collana Medusa.
Nel 1971 ne fu tratto un film di poco successo con la regia di Valentino Orsini e l'interpretazione, fra gli altri, di Senta Berger.
Nel 1983 Anton Giulio Majano ricavò dal romanzo di Piasecki uno sceneggiato omonimo in sette puntate per la Rai; tra i molti interpreti ricordiamo: Ray Lovelock,        Giancarlo Prete, Sandra Collodel, Alberto Lupo, Emilio Marchesini, Renato Baldini, Elio Zamuto, Giacomo Rossi Stuart e Ida Di Benedetto; le musiche furono composte da Fiorenzo Carpi.

## Trama
Vladek, il protagonista e narratore, inizia la sua "carriera" come contrabbandiere poco dopo il 1920, nella zona di frontiera tra Raków, Polonia sudorientale, e Minsk, allora in Unione Sovietica, oggi in Bielorussia. Inizia a conoscere i pericoli del mestiere: orientarsi nella notte, evitare le guardie confinarie, in particolare i soldati sovietici, resistere alla fatica del lungo cammino, prevenire le possibili trappole dei soldati nelle "tampe", le fattorie in cui viene portata la merce contrabbandata, proteggersi dagli informatori e dai gruppi di contrabbandieri rivali, scegliere la merce più conveniente per le "missioni", gestire una "raspa" cioè fingere uno scontro con i soldati per tenersi di nascosto un carico di merce contrabbandata.
A Vladek piace questa vita avventurosa, fare bisboccia all'osteria con i compagni, godersi la natura e il cielo stellato (per l'Orsa Maggiore ha una predilezione: è la costellazione che guida il contrabbandiere ad un ritorno sicuro verso casa). Un giorno salva dall'arresto Sascka Veblin, il più famoso contrabbandiere del confine e conosce la sua affascinante e misteriosa sorella, Fela. La ragazza è oggetto delle attenzioni di Alfredo Alinciuk, un altro contrabbandiere, attaccabrighe e malevolo, che una notte cerca di uccidere Vladek a tradimento. 
Il primo amore di Vladek è però Bombina, la donna russa della fattoria che riceve la merce dei contrabbandieri, che gli propone anche di andare a vivere con lei.
Durante una spedizione invernale, Vladek viene catturato, proprio a casa di Bombina; viene arrestato insieme alla donna e imprigionato per alcuni mesi a Minsk. Durante il viaggio in treno verso il confino, Vladek riesce però a scappare e a tornare in Polonia. Dopo poco riprende la sua vita di sempre, aggregandosi a diversi gruppi di contrabbandieri. 
Una notte, durante una lite, ferisce Alfredo ad una gamba e viene da questo denunciato; inizia così a nascondersi ma continua a contrabbandare insieme a Sascka. Una notte però questo viene ucciso dai soldati (o forse è stato un colpo errato di Vladek) e il giorno dopo anche l'amico Resina si uccide. Vladek viene arrestato per il ferimento di Alfredo ma ancora una volta sfugge alla giustizia saltando giù dalla slitta che lo porta in prigione. Un amico gli trova protezione presso la cascina di una famiglia di contrabbandieri, alternando il lavoro agricolo a qualche spedizione notturna. Durante una di queste Vladek riesce a salvare il resto del gruppo (tre fratelli) ma il padre della famiglia decide di cessare con il contrabbando accortosi della pericolosità delle missioni. Ma Vladek ha nostalgia della sua vecchia vita e decide di cambiare nascondiglio. Incontra Corvino, un altro contrabbandiere con cui inizia anche a fare delle missioni particolari: scortare i russi che vogliono scappare di nascosto dall'Unione Sovietica. 
Iniziano però anche gli scontri con altri gruppi di contrabbandieri "per interesse" e Corvino viene ucciso; Vladek alterna spedizioni con merci destinate al mercato nero con rapine agli altri contrabbandieri "ribelli". 
Per andare a trovare un amico si reca un giorno nella grande città, Wilno, ma è una brutta esperienza: "si contrabbandava attraverso molte barriere la verità"; tutto è "artificiale, scintillante e molto complicato", ma sotto si nascondono "le solite brutture e il vuoto", la gente è ipocrita.
Tornato a Raków, Vladek riprende la vita di sempre, insieme al "Topo" e al "Becchino": l'attività principale sono ora le imboscate ai nuovi gruppi di contrabbandieri; è una sorta di vendetta per la morte e la cattura dei vecchi amici contrabbandieri.
Fela si fidanza con Alfredo e Vladek e i suoi compari intervengono alla festa, rovinandola. 
È ormai la fine. Dopo qualche tempo il Becchino è ucciso in uno scontro e il Topo è ormai sempre più spericolato e folle e decide di abbandonare la vita del contrabbandiere e di tornare dalla sua famiglia. Anche Vladek, dopo un ultimo grande colpo, capisce che il tempo è compiuto e decide di abbandonare la frontiera.

## Edizioni
- Sergiusz Piasecki, L'amante dell'Orsa Maggiore, traduzione di Evelina Bocca Radomska, Gian Galeazzo Severi, collana Oscar Mondadori, Arnoldo Mondadori Editore, 1970,  p. 393.